# Josiah Cleaveland Cady
Pour les articles homonymes, voir Cady.
Josiah Cleaveland Cady, plus communément appelé J. Cleaveland Cady, est un architecte américain né en 1837 et mort le 17 avril 1919. On lui doit notamment l'aile sud du Musée américain d'histoire naturelle de la ville de New York dans le style néo-roman appelé « roman richardsonien ».